# Dingleya phymatodea
Dingleya phymatodea är en svampart som först beskrevs av B.C. Zhang & Minter, och fick sitt nu gällande namn av Trappe, Castellano & Malajczuk 1992. Dingleya phymatodea ingår i släktet Dingleya och familjen Tuberaceae.   Inga underarter finns listade i Catalogue of Life.